# 戴天荣
戴天荣（1961年5月—2017年1月21日），浙江杭州人，汉族，中华人民共和国政治人物、第十二届全国人民代表大会浙江地区代表。

## 生平
1961年出生在杭州，杭州大学企管系本科。在职毕业于澳门科技大学工商管理专业，1981年加入中国共产党，1992年建立祐康食品。2013年，被选为全国人大代表。
2017年1月21日，戴天荣因病离世。